# A Szívek szállodája epizódjainak listája
A Szívek szállodája egy amerikai dramedy (a drama és comedy angol szavakból; a tragikomédia egyik alfaja, amely a dráma és komédia egyesítéséből alakult ki, főleg televíziózásban használják) televíziós sorozat, amelyet Amy Sherman-Palladino készített. A vezető produceri feladatokat Amy Sherman-Palladinón kívül David S Rosenthal, Gavin Polone és Daniel Palladino látták el. A Dorothy Parker Drank Here Productions, Hofflund/Polone és a Warner Bros. Television gyártotta.
A sorozat Lorelai Victoria Gilmore (Lauren Graham) és lánya, Lorelai "Rory" Leigh Gilmore (Alexis Bledel) életét követi a kitalált connecticuti kisvárosban, Stars Hollowban.
2000. október 5. és 2006. május 9-e között, a sorozat első hat évadát vetítették le az amerikai televíziós csatornán, a WB-n, mielőtt összeolvadt a UPN-nel 2006-ban, ezzel létrehozva a CW csatornát, amely 2006. szeptember 26-ától vetítette tovább. Mind a hét évad elérhető jelenleg DVD-n. A premier óta a részeket átlagosan 5 millióan nézték meg. A sorozatot eredetileg szerdánként vetítették az első évad feléig, mielőtt csütörtökre rakták volna át 2000. december 21-étől. A második évadtól keddre rakták át, amely helyet végig meg is őrzött a sorozat végéig.
32. helyen végzett az Entertainment Weekly „Új Televíziós Klasszikusok” listáján és 2007-ben egyike volt a Time „Minden Idők 100 legjobb televíziós sorozatá”-nak. Gyors ütemű dialógusok jellemzik.
A hét évad során 153 epizódot vetítettek le. 2015 októberében A TVLine-on azt közölték, hogy a Netflix és a Warner Bros. egyezséget kötött, hogy felélesztik a sorozatot egy limitált szériaként, amely négy 90 perces részből állna.

## Sorozat áttekintés
| Évad | Évad                 | Részek száma         | Részek száma         | Eredeti sugárzás     | Eredeti sugárzás   | Eredeti adó |
| Évad | Évad                 | Részek száma         | Részek száma         | Évadbemutató         | Évadzáró           | Eredeti adó |
| ---- | -------------------- | -------------------- | -------------------- | -------------------- | ------------------ | ----------- |
|      | 1.                   | 21                   | 21                   | 2000. október 5.     | 2001. május 10.    | The WB      |
|      | 2.                   | 22                   | 22                   | 2001. október 9.     | 2002. május 21.    | The WB      |
|      | 3.                   | 22                   | 22                   | 2002. szeptember 24. | 2003. május 20.    | The WB      |
|      | 4.                   | 22                   | 22                   | 2003. szeptember 23. | 2004. május 18.    | The WB      |
|      | 5.                   | 22                   | 22                   | 2004. szeptember 21. | 2005. május 17.    | The WB      |
|      | 6.                   | 22                   | 22                   | 2005. szeptember 13. | 2006. május 9.     | The WB      |
|      | 7.                   | 22                   | 22                   | 2006. szeptember 26. | 2007. május 15.    | The CW      |
|      | Egy év az életünkből | Egy év az életünkből | Egy év az életünkből | 2016. november 25.   | 2016. november 25. | Netflix     |

## Epizódok

### Első évad (2000–01)
| #   | Cím                                                                  | Rendező               | Író                                                                          | Premier            | Nézettség | Gyártási szám |
| --- | -------------------------------------------------------------------- | --------------------- | ---------------------------------------------------------------------------- | ------------------ | --------- | ------------- |
| 1.  | Kár a gőzért (Pilot)                                                 | Lesli Linka Glatter   | Amy Sherman-Palladino                                                        | 2000. október 5.   | 4,6       | FFAE4A        |
| 2.  | Első nap a suliban (The Lorelais' First Day at Chilton)              | Arlene Sanford        | Amy Sherman-Palladino                                                        | 2000. október 12.  | 2,8       | FFAE4A        |
| 3.  | Inkább a halál (Kill Me Now)                                         | Adam Nimoy            | Joanne Waters                                                                | 2000. október 19.  | 2,9       | 226702        |
| 4.  | Csak ne olyan hevesen (The Deer Hunters)                             | Alan Myerson          | Jed Seidel                                                                   | 2000. október 26.  | 3,1       | 226703        |
| 5.  | Búcsú Marcipántól (Cinnamon's Wake)                                  | Michael Katleman      | Daniel Palladino                                                             | 2000. november 2.  | 3,1       | 226704        |
| 6.  | Kettős születésnap (Rory's Birthday Parties)                         | Sarah Pia Anderson    | Amy Sherman-Palladino                                                        | 2000. november 9.  | 3,5       | 226705        |
| 7.  | Anyunak egy szót se (Kiss and Tell)                                  | Rodman Flender        | Jenji Kohan                                                                  | 2000. november 16. | 3,7       | FFAE4A        |
| 8.  | Szerelem, hó és háború (Love and War and Snow)                       | Alan Myerson          | Joan Binder Weiss                                                            | 2000. december 14. | 3,6       | FFAE4A        |
| 9.  | Rory bálja (Rory's Dance)                                            | Lesli Linka Glatter   | Amy Sherman-Palladino                                                        | 2000. december 20. | 3,9       | 226708        |
| 10. | Bűnbocsánat bonyodalmakkal (Forgiveness and Stuff)                   | Bethany Rooney        | John Stephens                                                                | 2000. december 21. | 3,6       | 226709        |
| 11. | A szakítás (Paris Is Burning)                                        | David Petrarca        | Joan Binder Weiss                                                            | 2001. január 11.   | 3,7       | 226710        |
| 12. | Dupla randevú (Double Date)                                          | Lev L. Spiro          | Amy Sherman-Palladino                                                        | 2001. január 18.   | 4,4       | 226712        |
| 13. | A félbehagyott koncert (Concert Interruptus)                         | Bruce Seth Green      | Elaine Arata                                                                 | 2001. február 15.  | 3,6       | FFAE4A        |
| 14. | Átkozott Donna Reed (That Damn Donna Reed)                           | Michael Katleman      | Daniel Palladino, Amy Sherman-Palladino                                      | 2001. február 22.  | 3,6       | 226715        |
| 15. | Christopher visszatér (Christopher Returns)                          | Michael Katleman      | Daniel Palladino                                                             | 2001. március 1.   | 4,0       | 226713        |
| 16. | Szerelem a csillagok alatt (Star-Crossed Lovers and Other Strangers) | Lesli Linka Glatter   | Történet: Joan Binder Weiss Tévéjáték: John Stephens és Linda Loiselle Guzik | 2001. március 8.   | 3,8       | 226714        |
| 17. | Szakítás után (The Breakup, Part 2)                                  | Nick Marck            | Amy Sherman-Palladino                                                        | 2001. március 15.  | 4,5       | 226716        |
| 18. | A harmadik Lorelai (The Third Lorelai)                               | Michael Katleman      | Amy Sherman-Palladino                                                        | 2001. március 22.  | 4,8       | 226717        |
| 19. | Emily Csodaországban (Emily in Wonderland)                           | Perry Lang            | John Stephens, Linda Loiselle Guzik                                          | 2001. április 26.  | 3,7       | 226718        |
| 20. | Utóirat: Szeretlek (P.S. I Lo...)                                    | Lev L. Spiro          | Elaine Arata, Joan Binder Weiss                                              | 2001. május 3.     | 3,5       | 226719        |
| 21. | Dalnokok és százszorszépek (Love, Daisies and Troubadours)           | Amy Sherman-Palladino | Daniel Palladino                                                             | 2001. május 10.    | 4,1       | 226720        |

### Második évad (2001–02)
| Sor. | Év. | Cím                                                             | Rendező               | Író                                  | Premier            | Nézettség | Gyártási szám |
| ---- | --- | --------------------------------------------------------------- | --------------------- | ------------------------------------ | ------------------ | --------- | ------------- |
| 22.  | 1.  | Az eljegyzés (Sadie, Sadie)                                     | Amy Sherman-Palladino | Amy Sherman-Palladino                | 2001. október 9.   | 5,0       | 227451        |
| 23.  | 2.  | Kalapács és fátyol (Hammers and Veils)                          | Michael Katleman      | Amy Sherman-Palladino                | 2001. október 9.   | 5,0       | 227452        |
| 24.  | 3.  | Tilos jelzés az esküvőnek (Red Light on the Wedding Night)      | Gail Mancuso          | Daniel Palladino                     | 2001. október 16.  | 4,5       | 227453        |
| 25.  | 4.  | Kocsiút a Harvardra (The Road Trip to Harvard)                  | Jamie Babbit          | Daniel Palladino                     | 2001. október 23.  | 4,8       | 227454        |
| 26.  | 5.  | Piroska és a két farkas (Nick & Nora/Sid & Nancy)               | Michael Katleman      | Amy Sherman-Palladino                | 2001. október 30.  | 4,8       | 227455        |
| 27.  | 6.  | Áll a bál (Presenting Lorelai Gilmore)                          | Chris Long            | Sheila R. Lawrence                   | 2001. november 6.  | 5,6       | 227456        |
| 28.  | 7.  | Anyja lánya (Like Mother, Like Daughter)                        | Dennis Erdman         | Joan Binder Weiss                    | 2001. november 13. | 5,1       | 227457        |
| 29.  | 8.  | Fogadó életre-halálra (The Ins and Outs of Inns)                | Michael Katleman      | Daniel Palladino                     | 2001. november 20. | 4,4       | 227458        |
| 30.  | 9.  | Búcsúelőadás (Run Away, Little Boy)                             | Danny Leiner          | John Stephens                        | 2001. november 27. | 4,9       | 227459        |
| 31.  | 10. | Ünnepi lakoma (The Bracebridge Dinner)                          | Chris Long            | Daniel Palladino                     | 2001. december 11. | 5,0       | 227460        |
| 32.  | 11. | Titkok és kölcsönök (Secrets and Loans)                         | Nicole Holofcener     | Linda Loiselle Guzik                 | 2002. január 22.   | 5,3       | 227461        |
| 33.  | 12. | Az öregúr látogatása (Richard in Stars Hollow)                  | Steve Gomer           | Frank Lombardi                       | 2002. január 29.   | 5,3       | 227462        |
| 34.  | 13. | Az árverés (A-Tisket, A-Tasket)                                 | Robert Berlinger      | Amy Sherman-Palladino                | 2002. február 5.   | 5,0       | 227463        |
| 35.  | 14. | A másik nő (It Should've Been Lorelai)                          | Lesli Linka Glatter   | Daniel Palladino                     | 2002. február 12.  | 4,9       | 227464        |
| 36.  | 15. | Kincs, ami majdnem nincs (Lost and Found)                       | Gail Mancuso          | Amy Sherman-Palladino                | 2002. február 26.  | 4,8       | 227465        |
| 37.  | 16. | Üdítő hétvége (There's the Rub)                                 | Amy Sherman-Palladino | Sheila R. Lawrence                   | 2002. április 9.   | 4,8       | 227466        |
| 38.  | 17. | Halott nagybácsik és más zöldségek (Dead Uncles and Vegetables) | Jamie Babbit          | Daniel Palladino                     | 2002. április 16.  | 4,5       | 227467        |
| 39.  | 18. | Újra a nyeregben (Back in the Saddle Again)                     | Kevin Dowling         | Linda Loiselle Guzik                 | 2002. április 23.  | 4,8       | 227468        |
| 40.  | 19. | Tanulj tinó! (Teach Me Tonight)                                 | Steve Robman          | Amy Sherman-Palladino                | 2002. április 30.  | 5,1       | 227469        |
| 41.  | 20. | Titkárnő kerestetik (Help Wanted)                               | Chris Long            | Allan Heinberg                       | 2002. május 7.     | 4,6       | 227470        |
| 42.  | 21. | Egy kis kiruccanás (Lorelai's Graduation Day)                   | Jamie Babbit          | Daniel Palladino                     | 2002. május 14.    | 3,4       | 227471        |
| 43.  | 22. | Nehéz kezdet (I Can't Get Started)                              | Amy Sherman-Palladino | Amy Sherman-Palladino, John Stephens | 2002. május 21.    | 5,2       | 227472        |

### Harmadik évad (2002–03)
| Sor. | Év. | Cím                                                                      | Rendező               | Író                                       | Premier              | Nézettség | Gyártási szám |
| ---- | --- | ------------------------------------------------------------------------ | --------------------- | ----------------------------------------- | -------------------- | --------- | ------------- |
| 44.  | 1.  | Hosszú, forró nyár (Those Lazy-Hazy-Crazy Days)                          | Amy Sherman-Palladino | Amy Sherman-Palladino                     | 2002. szeptember 24. | 5,7       | 175001        |
| 45.  | 2.  | A hölgyek visszavágnak (Haunted Leg)                                     | Chris Long            | Amy Sherman-Palladino                     | 2002. október 1.     | 5,8       | 175002        |
| 46.  | 3.  | Jelentem, hogy jelentkezem (Application Anxiety)                         | Gail Mancuso          | Daniel Palladino                          | 2002. október 8.     | 5,2       | 175003        |
| 47.  | 4.  | Hogyan bosszantsuk fel a mamát? (One's Got Class and the Other One Dyes) | Steve Robman          | Daniel Palladino                          | 2002. október 15.    | 5,4       | 175004        |
| 48.  | 5.  | Elbaltázott randevú (Eight O'Clock at the Oasis)                         | Joe Ann Fogle         | Justin Tanner                             | 2002. október 22.    | 5,5       | 175005        |
| 49.  | 6.  | Főtt tojás ajándékba (Take the Deviled Eggs...)                          | Jamie Babbit          | Daniel Palladino                          | 2002. november 5.    | 5,5       | 175006        |
| 50.  | 7.  | A csajokat lelövik, ugye? (They Shoot Gilmores, Don't They?)             | Kenny Ortega          | Amy Sherman-Palladino                     | 2002. november 12.   | 5,7       | 175007        |
| 51.  | 8.  | Kezdődjön a cirkusz (Let the Games Begin)                                | Steve Robman          | Amy Sherman-Palladino, Sheila R. Lawrence | 2002. november 19.   | 5,7       | 175008        |
| 52.  | 9.  | Enni vagy nem enni (A Deep-Fried Korean Thanksgiving)                    | Kenny Ortega          | Daniel Palladino                          | 2002. november 26.   | 5,4       | 175009        |
| 53.  | 10. | Jól csinálod, Hókuszpók (That'll Do, Pig)                                | Jamie Babbit          | Sheila R. Lawrence                        | 2003. január 14.     | 5,5       | 175010        |
| 54.  | 11. | Az igazat, csakis az igazat (I Solemnly Swear)                           | Carla McCloskey       | John Stephens                             | 2003. január 21.     | 4,8       | 175011        |
| 55.  | 12. | Kint vagyunk a vízből (Lorelai Out of Water)                             | Jamie Babbit          | Janet Leahy                               | 2003. január 28.     | 4,9       | 175012        |
| 56.  | 13. | Császármetszés, menetrend szerint (Dear Emily and Richard)               | Gail Mancuso          | Amy Sherman-Palladino                     | 2003. február 4.     | 5,3       | 175013        |
| 57.  | 14. | Hattyúdal (Swan Song)                                                    | Chris Long            | Daniel Palladino                          | 2003. február 11.    | 5,1       | 175014        |
| 58.  | 15. | Leleplezés (Face-Off)                                                    | Kenny Ortega          | John Stephens                             | 2003. február 18.    | 5,3       | 175015        |
| 59.  | 16. | Nagy boríték, kis boríték (The Big One)                                  | Jamie Babbit          | Amy Sherman-Palladino                     | 2003. február 25.    | 5,7       | 175016        |
| 60.  | 17. | Poe-ból sosem elég (A Tale of Poes and Fire)                             | Chris Long            | Daniel Palladino                          | 2003. április 15.    | 4,0       | 175017        |
| 61.  | 18. | A világ sokadik legnagyobb pizzája (Happy Birthday, Baby)                | Gail Mancuso          | Amy Sherman-Palladino                     | 2003. április 22.    | 4,6       | 175018        |
| 62.  | 19. | Száll a sirály fészkére (Keg! Max!)                                      | Chris Long            | Daniel Palladino                          | 2003. április 29.    | 5,3       | 175019        |
| 63.  | 20. | Koporsó és szitakötő (Say Goodnight, Gracie)                             | Jamie Babbit          | Janet Leahy, Amy Sherman-Palladino        | 2003. május 6.       | 4,9       | 175020        |
| 64.  | 21. | A tékozló fiú (Here Comes the Son)                                       | Amy Sherman-Palladino | Amy Sherman-Palladino                     | 2003. május 13.      | 5,0       | 175021        |
| 65.  | 22. | Fizess, Hableány! (Those Are Strings, Pinocchio)                         | Jamie Babbit          | Daniel Palladino                          | 2003. május 20.      | 5,5       | 175022        |

### Negyedik évad (2003–04)
| Sor. | Év. | Cím                                                                            | Rendező               | Író                                     | Premier              | Nézettség | Gyártási szám |
| ---- | --- | ------------------------------------------------------------------------------ | --------------------- | --------------------------------------- | -------------------- | --------- | ------------- |
| 66.  | 1.  | Véget nem érő táncversenyek (Ballrooms and Biscotti)                           | Amy Sherman-Palladino | Amy Sherman-Palladino                   | 2003. szeptember 23. | 5,2       | 176151        |
| 67.  | 2.  | Első nap az egyetemen (The Lorelais' First Day at Yale)                        | Chris Long            | Daniel Palladino                        | 2003. szeptember 30. | 3,9       | 176152        |
| 68.  | 3.  | A hívatlan lakberendező (The Hobbit, the Sofa and Digger Stiles)               | Matthew Diamond       | Amy Sherman-Palladino                   | 2003. október 7.     | 4,9       | 176153        |
| 69.  | 4.  | Csirkét vagy marhát? (Chicken or Beef?)                                        | Chris Long            | Jane Espenson                           | 2003. október 14.    | 5,5       | 176154        |
| 70.  | 5.  | Randizásból elégtelen (The Fundamental Things Apply)                           | Neema Barnette        | John Stephens                           | 2003. október 21.    | 5,5       | 176155        |
| 71.  | 6.  | A tudás fája (An Affair to Remember)                                           | Matthew Diamond       | Amy Sherman-Palladino                   | 2003. október 28.    | 5,2       | 176156        |
| 72.  | 7.  | Élőképek fesztiválja (The Festival of Living Art)                              | Chris Long            | Daniel Palladino                        | 2003. november 4.    | 4,7       | 176157        |
| 73.  | 8.  | A balerina bosszúja (Die, Jerk)                                                | Tom Moore             | Daniel Palladino                        | 2003. november 11.   | 4,9       | 176158        |
| 74.  | 9.  | Randevú az áruházban (Ted Koppel's Big Night Out)                              | Jamie Babbit          | Amy Sherman-Palladino                   | 2003. november 18.   | 5,2       | 176159        |
| 75.  | 10. | A dada és a professzor (The Nanny and the Professor)                           | Peter Lauer           | Scott Kaufer                            | 2004. január 20.     | 4,1       | 176160        |
| 76.  | 11. | Akiért a harang végre nem szól (In the Clamor and the Clangor)                 | Michael Grossman      | Sheila R. Lawrence, Janet Leahy         | 2004. január 27.     | 4,4       | 176161        |
| 77.  | 12. | Családi ügy (A Family Matter)                                                  | Kenny Ortega          | Daniel Palladino                        | 2004. február 3.     | 4,9       | 176162        |
| 78.  | 13. | Az eszkimó lányok fáznak (Nag Hammadi Is Where They Found the Gnostic Gospels) | Chris Long            | Amy Sherman-Palladino                   | 2004. február 10.    | 4,6       | 176163        |
| 79.  | 14. | Lányok a teljes idegösszeomlás szélén (The Incredible Sinking Lorelais)        | Stephen Clancy        | Amy Sherman-Palladino, Daniel Palladino | 2004. február 17.    | 4,8       | 176164        |
| 80.  | 15. | Hóbortos vásárlás (Scene in a Mall)                                            | Chris Long            | Daniel Palladino                        | 2004. február 24.    | 4,8       | 176165        |
| 81.  | 16. | A Gilmore ház feje (The Reigning Lorelai)                                      | Marita Grabiak        | Jane Espenson                           | 2004. március 2.     | 5,0       | 176166        |
| 82.  | 17. | Bikinis csajok, bezsongott fiúk (Girls in Bikinis, Boys Doin' The Twist)       | Jamie Babbit          | Amy Sherman-Palladino                   | 2004. április 13.    | 4,5       | 176167        |
| 83.  | 18. | Időzített bomba (Tick, Tick, Tick, Boom!)                                      | Daniel Palladino      | Daniel Palladino                        | 2004. április 20.    | 4,2       | 176168        |
| 84.  | 19. | Ha minden kötél szakad (Afterboom)                                             | Michael Zinberg       | Sheila R. Lawrence                      | 2004. április 27.    | 4,3       | 176169        |
| 85.  | 20. | Éjszaka a Cukkiniföldön (Luke Can See Her Face)                                | Matthew Diamond       | Amy Sherman-Palladino                   | 2004. május 4.       | 4,2       | 176170        |
| 86.  | 21. | Szűk nadrágok és óriás pulykacombok (Last Week Fights, This Week Tights)       | Chris Long            | Daniel Palladino                        | 2004. május 11.      | 4,6       | 176171        |
| 87.  | 22. | Szerelmesek bungalója (Raincoats and Recipes)                                  | Amy Sherman-Palladino | Amy Sherman-Palladino                   | 2004. május 18.      | 5,5       | 176172        |

### Ötödik évad (2004–05)
| Sor. | Év. | Cím                                                       | Rendező               | Író                               | Premier              | Nézettség | Gyártási szám |
| ---- | --- | --------------------------------------------------------- | --------------------- | --------------------------------- | -------------------- | --------- | ------------- |
| 88.  | 1.  | Váratlan utazás (Say Goodbye to Daisy Miller)             | Amy Sherman-Palladino | Amy Sherman-Palladino             | 2004. szeptember 21. | 6,2       | 2T5301        |
| 89.  | 2.  | Csak a küldönc (A Messenger, Nothing More)                | Daniel Palladino      | Daniel Palladino                  | 2004. szeptember 28. | 5,99      | 2T5302        |
| 90.  | 3.  | Megírva a csillagokban (Written in the Stars)             | Kenny Ortega          | Amy Sherman-Palladino             | 2004. október 5.     | 6,1       | 2T5303        |
| 91.  | 4.  | Kullancs és ingyenfagylalt (Tippecanoe and Taylor, Too)   | Lee Shallat-Chemel    | Bill Prady                        | 2004. október 12.    | 5,81      | 2T5304        |
| 92.  | 5.  | Pánikban a nagyi (We Got Us a Pippi Virgin)               | Stephen Clancy        | Daniel Palladino                  | 2004. október 19.    | 5,64      | 2T5305        |
| 93.  | 6.  | Terhes vagyok! (Norman Mailer, I'm Pregnant!)             | Matthew Diamond       | James Berg, Stan Zimmerman        | 2004. október 26.    | 5,6       | 2T5306        |
| 94.  | 7.  | Ha ugrasz, ugrom én is (You Jump, I Jump, Jack)           | Kenny Ortega          | Daniel Palladino                  | 2004. november 2.    | 5,81      | 2T5307        |
| 95.  | 8.  | A partinak vége (The Party's Over)                        | Eric Laneuville       | Amy Sherman-Palladino             | 2004. november 9.    | 6,13      | 2T5308        |
| 96.  | 9.  | Egy túl jól sikerült köszönés (Emily Says Hello)          | Kenny Ortega          | Rebecca Rand Kirshner             | 2004. november 16.   | 6,00      | 2T5309        |
| 97.  | 10. | Puskin jóval helyesebb (But Not as Cute as Pushkin)       | Michael Zinberg       | Amy Sherman-Palladino             | 2004. november 30.   | 6,23      | 2T5310        |
| 98.  | 11. | Kétes erkölcsű nőszemélyek (Women of Questionable Morals) | Matthew Diamond       | Daniel Palladino                  | 2005. január 25.     | 5,04      | 2T5311        |
| 99.  | 12. | Gyere haza! (Come Home)                                   | Kenny Ortega          | Jessica Queller                   | 2005. február 1.     | 5,2       | 2T5312        |
| 100. | 13. | Elbaltázott esküvő (Wedding Bell Blues)                   | Amy Sherman-Palladino | Amy Sherman-Palladino             | 2005. február 8.     | 6,26      | 2T5313        |
| 101. | 14. | Mondj valamit! (Say Something)                            | Daniel Palladino      | Daniel Palladino                  | 2005. február 15.    | 5,29      | 2T5314        |
| 102. | 15. | Kirk, a tejesember (Jews and Chinese Food)                | Matthew Diamond       | Amy Sherman-Palladino             | 2005. február 22.    | 5,37      | 2T5315        |
| 103. | 16. | Jó, hogy megbeszéltük (So...Good Talk)                    | Jamie Babbit          | Lisa Randolph                     | 2005. március 1.     | 5,42      | 2T5316        |
| 104. | 17. | Ponyvaregény (Pulp Friction)                              | Michael Zinberg       | James Berg, Stan Zimmerman        | 2005. március 8.     | 5,34      | 2T5317        |
| 105. | 18. | Aki minden évben majdnem meghal (To Live and Let Diorama) | Jackson Douglas       | Daniel Palladino                  | 2005. április 19.    | 4,82      | 2T5318        |
| 106. | 19. | Dehát Gilmore vagyok (But I'm a Gilmore!)                 | Michael Zinberg       | Amy Sherman-Palladino             | 2005. április 26.    | 5,52      | 2T5319        |
| 107. | 20. | Hagyma vagy olíva (How Many Kropogs to Cape Cod?)         | Jamie Babbit          | Bill Prady, Rebecca Rand Kirshner | 2005. május 3.       | 5,41      | 2T5320        |
| 108. | 21. | Balett-táncos rendelésre (Blame Booze and Melville)       | Jamie Babbit          | Daniel Palladino                  | 2005. május 10.      | 5,14      | 2T5321        |
| 109. | 22. | Ez a ház nem otthon (A House Is Not a Home)               | Amy Sherman-Palladino | Amy Sherman-Palladino             | 2005. május 17.      | 5,89      | 2T5322        |

### Hatodik évad (2005–06)
| Sor. | Év. | Cím                                                                      | Rendező               | Író                                     | Premier              | Nézettség | Gyártási szám |
| ---- | --- | ------------------------------------------------------------------------ | --------------------- | --------------------------------------- | -------------------- | --------- | ------------- |
| 110. | 1.  | Most igen vagy nem? (New and Improved Lorelai)                           | Amy Sherman-Palladino | Amy Sherman-Palladino                   | 2005. szeptember 13. | 6,22      | 2T6301        |
| 111. | 2.  | Szemét egy helyzet (Fight Face)                                          | Daniel Palladino      | Daniel Palladino                        | 2005. szeptember 20. | 5,79      | 2T6302        |
| 112. | 3.  | Éretlenek (The UnGraduate)                                               | Michael Zinberg       | David S. Rosenthal                      | 2005. szeptember 27. | 5,44      | 2T6303        |
| 113. | 4.  | Mindenkinek megvan a maga keresztelője (Always a Godmother, Never a God) | Robert Berlinger      | Rebecca Rand Kirshner                   | 2005. október 4.     | 5,96      | 2T6304        |
| 114. | 5.  | Csak a csoda segíthet (We've Got Magic to Do)                            | Michael Zinberg       | Daniel Palladino                        | 2005. október 11.    | 6,16      | 2T6305        |
| 115. | 6.  | Egy kis történelem (Welcome to the Doll House)                           | Jackson Douglas       | Keith Eisner                            | 2005. október 18.    | 6,08      | 2T6306        |
| 116. | 7.  | Magányos születésnap (Twenty-One is the Loneliest Number)                | Robert Berlinger      | Amy Sherman-Palladino                   | 2005. október 25.    | 6,02      | 2T6307        |
| 117. | 8.  | Szóljon a dal (Let Me Hear Your Balalaikas Ringing Out)                  | Kenny Ortega          | Daniel Palladino                        | 2005. november 8.    | 5,84      | 2T6308        |
| 118. | 9.  | A tékozló lány visszatér (The Prodigal Daughter Returns)                 | Amy Sherman-Palladino | Amy Sherman-Palladino                   | 2005. november 15.   | 6,19      | 2T6309        |
| 119. | 10. | Az ajánlat (He's Slippin' 'Em Bread...Dig?)                              | Kenny Ortega          | Daniel Palladino                        | 2005. november 22.   | 6,3       | 2T6310        |
| 120. | 11. | A tökéletes ruha (The Perfect Dress)                                     | Jamie Babbit          | Amy Sherman-Palladino                   | 2006. január 10.     | 5,79      | 2T6311        |
| 121. | 12. | Hajnalok hajnalán (Just Like Gwen and Gavin)                             | Stephen Clancy        | Daniel Palladino                        | 2006. január 17.     | 5,67      | 2T6312        |
| 122. | 13. | Péntek esti csaták (Friday Night's Alright for Fighting)                 | Kenny Ortega          | Amy Sherman-Palladino                   | 2006. január 31.     | 5,22      | 2T6313        |
| 123. | 14. | Fő a biztonság (You've Been Gilmored)                                    | Stephen Clancy        | Jordon Nardino                          | 2006. február 7.     | 5,4       | 2T6314        |
| 124. | 15. | Víkend a szigeten (A Vineyard Valentine)                                 | Daniel Palladino      | Daniel Palladino                        | 2006. február 14.    | 5,34      | 2T6315        |
| 125. | 16. | Szakítópróba (Bridesmaids Revisited)                                     | Linda Mendoza         | Rebecca Rand Kirshner                   | 2006. február 28.    | 5,01      | 2T6316        |
| 126. | 17. | Egy kis kikapcsolódás (I'm OK, You're OK)                                | Lee Shallat-Chemel    | Keith Eisner                            | 2006. április 4.     | 4,47      | 2T6317        |
| 127. | 18. | A nagy lebeszélősdi (The Real Paul Anka)                                 | Daniel Palladino      | Daniel Palladino                        | 2006. április 11.    | 4,13      | 2T6318        |
| 128. | 19. | Két esküvő, nyolc tequila (I Get a Sidekick Out of You)                  | Amy Sherman-Palladino | Amy Sherman-Palladino                   | 2006. április 18.    | 4,31      | 2T6319        |
| 129. | 20. | Szülinapi bulihegyek (Super Cool Party People)                           | Ken Whittingham       | David S. Rosenthal                      | 2006. április 25.    | 4,98      | 2T6320        |
| 130. | 21. | Mrs. Gilmore sofőrje (Driving Miss Gilmore)                              | Jamie Babbit          | Daniel Palladino, Amy Sherman-Palladino | 2006. május 2.       | 5,12      | 2T6321        |
| 131. | 22. | Énekes palimadarak (Partings)                                            | Amy Sherman-Palladino | Daniel Palladino, Amy Sherman-Palladino | 2006. május 9.       | 5,33      | 2T6322        |

### Hetedik évad (2006–07)
| Sor. | Év. | Cím                                                              | Rendező            | Író                                       | Premier              | Nézettség | Gyártási szám |
| ---- | --- | ---------------------------------------------------------------- | ------------------ | ----------------------------------------- | -------------------- | --------- | ------------- |
| 132. | 1.  | A hosszú reggel (The Long Morrow)                                | Lee Shallat-Chemel | David S. Rosenthal                        | 2006. szeptember 26. | 4,48      | 2T7751        |
| 133. | 2.  | Keleti kényelem (That's What You Get, Folks, for Makin' Whoopee) | Bethany Rooney     | Rebecca Rand Kirshner                     | 2006. október 3.     | 4,62      | 2T7752        |
| 134. | 3.  | Az első bál (Lorelai's First Cotillion)                          | Lee Shallat-Chemel | Rina Mimoun                               | 2006. október 10.    | 4,71      | 2T7753        |
| 135. | 4.  | Csodálatos, bámulatos ('S Wonderful, 'S Marvelous)               | Victor Nelli, Jr.  | Gayle Abrams                              | 2006. október 17.    | 4,77      | 2T7754        |
| 136. | 5.  | A nagy bűz (The Great Stink)                                     | Michael Schultz    | Gina Fattore                              | 2006. október 24.    | 4,73      | 2T7755        |
| 137. | 6.  | Hajrá, buldogok! (Go, Bulldogs!)                                 | Wil Shriner        | David S. Rosenthal, Rebecca Rand Kirshner | 2006. november 7.    | 4,34      | 2T7756        |
| 138. | 7.  | Francia csavar (French Twist)                                    | Lee Shallat-Chemel | David Babcock                             | 2006. november 14.   | 4,51      | 2T7757        |
| 139. | 8.  | Buli hátán buli (Introducing Lorelai Planetarium)                | Lee Shallat-Chemel | Jennie Snyder                             | 2006. november 21.   | 4,2       | 2T7758        |
| 140. | 9.  | Oldás és kötés (Knit, People, Knit!)                             | Lee Shallat-Chemel | David Grae                                | 2006. november 28.   | 4,89      | 2T7759        |
| 141. | 10. | Kellemes karácsonyi bunyó (Merry Fisticuffs)                     | Jackson Douglas    | David S. Rosenthal                        | 2006. december 5.    | 4,81      | 2T77160       |
| 142. | 11. | A Télapó titka (Santa's Secret Stuff)                            | Lee Shallat-Chemel | Rebecca Rand Kirshner                     | 2007. január 23.     | 3,72      | 2T77161       |
| 143. | 12. | Titkos üzenet (To Whom It May Concern)                           | Jamie Babbit       | David Babcock                             | 2007. január 30.     | 4,27      | 2T77162       |
| 144. | 13. | Családi kupaktanács (I'd Rather Be in Philadelphia)              | Lee Shallat-Chemel | Rebecca Rand Kirshner                     | 2007. február 6.     | 4,7       | 2T77163       |
| 145. | 14. | Isten veled (Farewell, My Pet)                                   | Jamie Babbit       | Jennie Snyder                             | 2007. február 13.    | 4,37      | 2T77164       |
| 146. | 15. | Zsúr, buli, molylepke (I Am Kayak, Hear Me Roar)                 | Lee Shallat-Chemel | Rebecca Rand Kirshner                     | 2007. február 20.    | 4,04      | 2T77165       |
| 147. | 16. | A kismamabuli (Will You Be My Lorelai Gilmore?)                  | David Paymer       | Gina Fattore, Gayle Abrams                | 2007. február 27.    | 4,17      | 2T77166       |
| 148. | 17. | Gilmore lányok előnyben (Gilmore Girls Only)                     | Lee Shallat-Chemel | David Babcock                             | 2007. március 6.     | 4,47      | 2T77167       |
| 149. | 18. | A tavaszi buli (Hay Bale Maze)                                   | Stephen Clancy     | Rebecca Rand Kirshner                     | 2007. április 17.    | 3,83      | 2T77168       |
| 150. | 19. | Mint régen (It's Just Like Riding a Bike)                        | Lee Shallat-Chemel | Jennie Snyder                             | 2007. április 24.    | 3,75      | 2T77169       |
| 151. | 20. | Meglepő vallomás (Lorelai? Lorelai?)                             | Bethany Rooney     | David S. Rosenthal                        | 2007. május 1.       | 4,08      | 2T77170       |
| 152. | 21. | Leánykérés (Unto the Breach)                                     | Lee Shallat-Chemel | David Babcock, Jennie Snyder              | 2007. május 8.       | 3,96      | 2T77171       |
| 153. | 22. | Jó utat! (Bon Voyage)                                            | Lee Shallat-Chemel | David S. Rosenthal                        | 2007. május 15.      | 4,9       | 2T77172       |

### Egy év az életünkből (2016)
| Sor. | Év. | Cím             | Rendező               | Író                   | Premier            | Gyártási szám |
| ---- | --- | --------------- | --------------------- | --------------------- | ------------------ | ------------- |
| 154. | 1.  | Tél (Winter)    | Amy Sherman-Palladino | Amy Sherman-Palladino | 2016. november 25. | 4X7701        |
| 155. | 2.  | Tavasz (Spring) | Daniel Palladino      | Daniel Palladino      | 2016. november 25. | 4X7702        |
| 156. | 3.  | Nyár (Summer)   | Daniel Palladino      | Daniel Palladino      | 2016. november 25. | 4X7703        |
| 157. | 4.  | Ősz (Fall)      | Amy Sherman-Palladino | Amy Sherman-Palladino | 2016. november 25. | 4X7704        |

## Fordítás
- Ez a szócikk részben vagy egészben  a   List of Gilmore Girls episodes című angol Wikipédia-szócikk ezen változatának fordításán alapul.  Az eredeti cikk szerkesztőit annak laptörténete sorolja fel. Ez a jelzés csupán a megfogalmazás eredetét és a szerzői jogokat jelzi, nem szolgál a cikkben szereplő információk forrásmegjelöléseként.